# Lulal
Lulal (transcrit du cunéïforme sumérien dlú.làl) est, dans la mythologie sumérienne, le plus jeune fils d'Inanna. C'était le patron de la cité de Bad-Tibira, tandis que son frère aîné, Shara, était patron de la ville voisine d'Umma.
Le temple principal de Bad-tibira, É.muš-kalamma, consacré à Dumuzi lors de sa fondation, fut plus tard consacrée à Lulal lorsque, selon le mythe local, Inanna en fit le patron de la ville.
Lors de la Ire dynastie d'Isin, le roi Ur-Dukuga lui fit édifier un temple à Dul-edena qui devint probablement sa cité cultuelle.
Aux IIe et Ier millénaires, les représentations de Lulal évoluérent vers une figure anthromorphique représentée sur des amulettes, des figurines et des instruments d'exorcisme utilisés dans les rituels apotropaïques, conjointement aux figures de Shurpu (en), Maqlu (en) et Ugallu (en), le démon des orages à tête de lion ou avec son alter ego Lātarāk. Un temple-entrepôt, É.še.numun, « Maison de l'orge », lui fut dédié, en tant que « vacher divin » à Apak, selon une liste néo-babylonienne de temples trouvée à Sippar.